# Laguna de Asososca
Laguna de Asososca är 0.7 km² stor kratersjö och ett naturreservat i staden Managua, Nicaragua. 

## Kratersjö

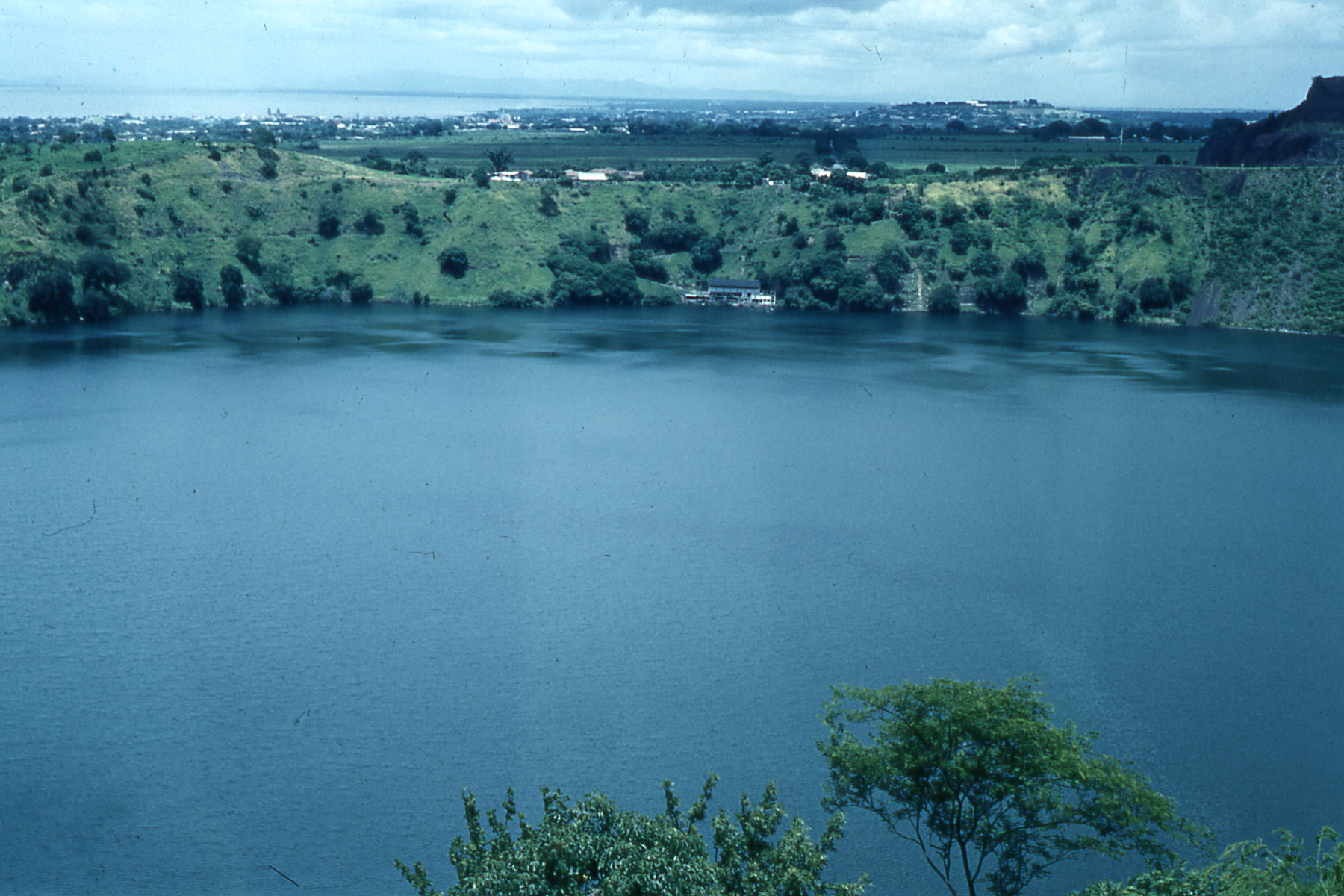
Laguna de Asososca i slutet av 1950-talet

Sjöns yta ligger 90 meter över havet och 50 meter över den närliggande Managuasjön. Laguna de Asososca har inget utlopp utan dräneras genom grundvattnet.

## Naturreservat
Kratersjön Laguna de Asososca och den omgivande kraterkanten utgör sedan 1991 ett 1.4 km2 stort naturreservat vid namn Reserva natural Laguna de Asososca. 